# Ideoblothrus grandis
Espèce
Synonymes
- Pachychitra grandis Muchmore, 1972

Ideoblothrus grandis est une espèce de pseudoscorpions de la famille des Syarinidae.

## Distribution
Cette espèce est endémique du Chiapas au Mexique. Elle se rencontre à Comitán de Domínguez dans la grotte Cueva del Tío Ticho.

## Systématique et taxinomie
Cette espèce a été décrite sous le protonyme Pachychitra grandis par Muchmore en 1972. Elle est placée dans le genre Ideoblothrus par Muchmore en 1982.

## Publication originale
- Muchmore, 1972 : New diplosphyronid pseudoscorpions, mainly cavernicolous, from Mexico (Arachnida, Pseudoscorpionida). Transactions of the American Microscopical Society, vol. 91, no 3, p. 261-276.